# Locko
Locko, de son nom civil Charles Arthur Locko Samba, né le 8 mai 1992 à Yaoundé, est un chanteur, auteur-compositeur et beatmaker camerounais de RnB et d'afropop. Il se fait connaître en diffusant sur le site de partage de vidéos YouTube, un grand nombre de reprises de chansons populaires. Il est le premier camerounais à lancer une chaîne YouTube de covers. À l'époque, il évolue sous le pseudonyme de Shawmey Locko. 
En 2014, il rejoint le label Big Dreams Entertainment et enregistre sa première chanson Perfect Girl en collaboration avec le chanteur camerounais Numerica. En 2015, il abandonne « Shawmey » pour se faire appeler désormais simplement Locko, nom sous lequel il signe alors son premier single solo intitulé Margo. En 2017, iI est présenté comme la révélation RnB camerounaise de l'année par le magazine français Paris Match. En juin 2018, il rejoint l'écurie d'Universal Music Africa. En février 2023, il signe un contrat d'édition et de distribution avec Sony Music Africa et Columbia France. Aujourd'hui, il est considéré comme l'une des plus belles voix du Cameroun voire d'Afrique francophone. 

## Biographie

### Enfance
Locko est né le 8 mai 1992 à Yaoundé. Il est originaire de la région du Littoral et réside à Douala. Il apprend la musique et le chant très jeune. Il grandit entouré de choristes et d’instrumentistes et apprend à jouer de la guitare, puis le piano avec son oncle, dès l'âge de 7 ans. Il chante, écrit, produit, et joue du piano et de la guitare. En 2010, il crée sa chaine YouTube sur laquelle il publie régulièrement des reprises de chansons populaires d'artistes français et africains tels que Singuila, Maitre Gims, Flavour, Stanley Enow et Duc-Z.

### Débuts
Après l'obtention de son GCEA-Level (baccalauréat anglophone au Cameroun), il entre à l’École nationale supérieure polytechnique de Yaoundé, mais abandonne ses études quelques années plus tard pour se consacrer à sa carrière musicale. Son premier single Perfect Girl, une collaboration avec le chanteur Numerica, sort en novembre 2014, puis, son premier single solo Margo, sort quelques mois plus tard, en avril 2015 sous le label Big Dreams Entertainment.

### Skyzo & The Bridge
Son premier EP intitulé Skyzo sort en décembre 2015. On y retrouve les titres à succès Ndutu, Margo et Sawa Romance. En 2016, il sort Supporter en collaboration avec le chanteur Mr Leo. La chanson connaît un énorme succès sur le continent et permet aux deux artistes de remporter de nombreuses récompenses locales.
Joël P collabore avec Locko en 2016 sur le titre Marry you.
En 2017, il participe à l'émission Coke Studio Africa 2017 à Nairobi, parrainée cette année par le chanteur américain Jason Derulo, aux côtés des artistes Youssoupha, Kiff No Beat, Shado Chris et Ozane. C'est le second artiste camerounais, après le groupe X-Maleya en 2016, à être invité à prendre part à cette prestigieuse émission panafricaine. 
Il s’essaye également au cinéma et joue des comédies avec plusieurs comédiens

## Discographie

### Albums
2021: Era
2025 : Purple Love
1. Intro : Confession
2. Solo
3. So cold
4. Espoir
5. Ramasser
6. Commander
7. Miondo
8. TPMP
9. Demons
10. Qui es tu
11. Naked
12. May-day
13. Guet-apens
14. Running back to you
15. Insomnie
16. S.O.S
17. Don't go

### EP
- 2015 : Skyzo (EP)
- 2020 : Locked Up

### Singles
- 2014 : Perfect Girl feat Numerica
- 2015 : Margo
- 2015 : Ndutu
- 2016 : Dans Mon Ré
- 2016 : Sawa Romance
- 2016 : Supporter feat Mr Leo
- 2016 : Cocotier
- 2017 : Thank you Lord
- 2017 : Je Serai Là
- 2017 : Danse Avec Moi
- 2018 : Booboo
- 2018 : Hein Hein Hein feat Singuila
- 2019 : Let Go
- 2019 : Katana
- 2019: Cloud mine
- 2020 : Mêmes mêmes choses (Produit par PhillBill)[15]
- 2020 : Au Mariage de ma Go[16]
- 2021 : Magnet[17]
- 2021: Voyage avec Bramsito
- 2021: Indecis (NDC)
- 2022: Les Bruits
- 2023: Don't Go
- 2023 : Insomnie avec Ya Levis[18]

### Collaborations
- 2015 : Lomdie avec Michael Kiessou
- 2015 : Bounce avec Stanley Enow & AKA
- 2016 : My Last avec Slim Marion & Dex Willy
- 2016 : Bas Du Dos avec Landry Melody
- 2016 : Jamais Vu avec Fluri Boyz
- 2016 : Boucan avec Valeri Williams
- 2017 : Ma Vision avec Pit Baccardi
- 2017 : Kondo avec DJ Moh Green & Axel Tony
- 2017 :  Me and You avec Masterkraft  & Dela
- 2017 :  Stay avec Ewube
- 2017 :  Power avec Magasco & Tenor & Rythmz & Mink's
- 2017 :  Fleur et Vénus avec Sergeo Polo
- 2017 :  I love you  avec Ko-c
- 2017 :  Koi Me Fait?  avec Mink's
- 2017 :  Elle Me Dit Non avec Dj Masta Premier
- 2017 : Mulema avec Killa Mel
- 2017 : Gratter  avec Sifoor
- 2017 : L'amour Est Rare avec Zayox
- 2018 : Kitadi avec Shado Chris
- 2018 : Come for Me avec Meshi
- 2018 : My Way avec Stanley Enow et Tzy Panchak
- 2018: Panique Pas avec Bgmfk
- 2020: Murder avec Charlotte Dipanda
- 2021: Faya de Mimie
- 2022 : Ndol'a mulema de Junior Pryze
- 2022 : Controller de Rinyu
- 2025: pas de toi sans moi de Sandrine Nnanga

## Prix et récompenses

### Canal 2'Or
| Année | Travail nommé | Catégorie                                              | Résultat |
| ----- | ------------- | ------------------------------------------------------ | -------- |
| 2017  | Locko         | Meilleur artiste ou groupe de musique urbaine masculin | Lauréat  |
| 2017  | Locko         | Meilleur révélation musicale                           | Lauréat  |
| 2017  | Ndutu         | Meilleur vidéogramme                                   | Lauréat  |
| 2019  | Locko         | Meilleur artiste masculin                              | Lauréat  |
| 2021  | Locko         | Meilleur artiste masculin                              | Lauréat  |

### Afrima
| Année | Travail nommé | Catégorie                                    | Résultat |
| ----- | ------------- | -------------------------------------------- | -------- |
| 2017  | Locko         | Meilleur artiste masculin d’Afrique centrale | Lauréat  |

### Balafon Music Awards
| Année | Travail nommé         | Catégorie                            | Résultat |
| ----- | --------------------- | ------------------------------------ | -------- |
| 2017  | Thank you lord        | Meilleure chanson inspiration divine | Lauréat  |
| 2019  | Locko                 | Voix masculine de l’année            | Lauréat  |
| 2017  | Supporter feat Mr LEO | Meilleure Collaboration              | Lauréat  |
| 2019  | Cloud 9               | Album de l’année                     | Lauréat  |
| 2020  | Locko                 | Voix masculine de l’année            | Lauréat  |
| 2020  | Locked Up             | Album de l’année                     | Lauréat  |
| 2022  | Locko                 | Meilleur artiste de la décennie      | Lauréat  |